# تپه رودخانه شرقی
تپه رودخانه شرقی مربوط به عصر مس - عصر مفرغ - سده‌های اولیه دوران‌های تاریخی پس از اسلام است و در شهرستان ازنا، بخش مرکزی، دهستان پاچه لک غربی، ۷۰۰ متری شمال روستای قاسم‌آباد واقع شده و این اثر در تاریخ ۲۳ بهمن ۱۳۸۵ با شمارهٔ ثبت ۱۷۱۶۸ به‌عنوان یکی از آثار ملی ایران به ثبت رسیده است.